# ويم أندرييسين جونيور
ويم أندرييسين جونيور (بالهولندية: Wim Anderiesen jr.)‏ هو لاعب كرة قدم هولندي في مركز الدفاع، ولد في 2 سبتمبر 1931 في أمستردام في هولندا، وتوفي في 27 يناير 2017 في هيرهوخوفارد في هولندا. لعب مع أياكس أمستردام.

## وصلات خارجية
- ويم أندرييسين جونيور على موقع قاعدة بيانات كرة القدم.إي يو (الإنجليزية)
- ويم أندرييسين جونيور على موقع عالم كرة القدم.نت (الإنجليزية)